# Habichtsstein und Warmetal bei Ehlen
Habichtsstein und Warmetal bei Ehlen bezeichnet ein Natur- und ein Landschaftsschutzgebiet in der hessischen Gemeinde Habichtswald im Landkreis Kassel.

## Allgemeines
Das Naturschutzgebiet mit der Gebietsnummer 1633021 ist 38,96 Hektar groß, das Landschaftsschutzgebiet ist 62,92 Hektar groß. Die östliche Teilfläche des Naturschutzgebietes und das Landschaftsschutzgebiet grenzen direkt aneinander. Natur- und Landschaftsschutzgebiet wurden zum 28. November 1989 ausgewiesen. Sie ersetzten im Geltungsbereich der Verordnung das Landschaftsschutzgebiet „Naturpark Habichtswald“.

## Beschreibung
Natur- und Landschaftsschutzgebiet liegen westlich von Kassel im Naturpark Habichtswald. Das Naturschutzgebiet besteht aus zwei Teilflächen. Es umfasst ein Waldgebiet auf Habichtsstein und Hattenhäuser Berg, an das sich nach Osten Grünlandbereiche anschließen, sowie einen etwas westlich beim Gut Bodenhausen liegenden ehemaligen Fischteich mit seinen Ufern und angrenzenden Bereichen. Das Waldgebiet wird von naturnahem Laubwald geprägt. Die östlich angrenzenden Grünlandbereiche sind durch Hecken gegliedert. Der bei Gut Bodenhausen liegende Teich ist von einem Schilfgürtel umgeben, an den sich Gehölze anschließen.
Das Landschaftsschutzgebiet umschließt den größten Teil der östlichen Teilfläche des Naturschutzgebietes und erstreckt sich entlang der Talaue der Warme von der Querung durch die Bundesstraße 251 bis rund 800 m nördlich der an der Warme gelegenen ehemaligen Habichtsteiner Mühle. In der Aue der Warme liegende Grünlandbereiche sind in das Landschaftsschutzgebiet einbezogen wie auch von Osten der Warme zufließende Bäche. Die Warme wird von Gehölzen begleitet.
Das Waldgebiet wird von einer Landesstraße gequert, die westlich des Naturschutzgebietes auch das Landschaftsschutzgebiet quert. Eine weitere Landesstraße verläuft am Ortsrand von Ehlen teilweise durch das Landschaftsschutzgebiet. Die Grünlandbereiche, die im Osten des Naturschutzgebietes an das Waldgebiet anschließen, wie auch die hier liegenden Grünlandbereiche des Landschaftsschutzgebietes grenzen an die Bundesstraße 251. Das Teilgebiet des Naturschutzgebietes mit dem Teich wird nach Süden von einer Landesstraße begrenzt und grenzt nach Osten direkt an das Gut Bodenhausen. Dieses Teilgebiet wird von einem Abschnitt des Hessischen Radfernweges R4 tangiert.
Natur- und Landschaftsschutzgebiet sind größtenteils von landwirtschaftlichen Nutzflächen umgeben. Im Süden des Landschaftsschutzgebietes grenzt dieses an die Ortslage von Ehlen.